# Championnat du monde des voitures de sport 1962
1961 1963
Le Championnat du monde des voitures de sport 1962 est la 10e saison du Championnat du monde des voitures de sport (WSC) FIA. Il est ouvert aux voitures de sport qui vont courir à travers le monde dans des courses d'endurance, et, pour la première fois, aux voitures de Grand Tourisme. Il s'est couru du 11 février 1962 au 21 octobre 1962, comprenant quinze courses.
C'est également la première année que chaque catégorie et sous-catégorie a son propre championnat, au lieu d'un championnat unique des constructeurs.

## Calendrier
Toutes les catégories n'ont pas couru dans tous les événements. Quelques courses étaient réservées à une catégorie, alors que d'autres étaient combinées.
| Manche | Course                                               | Circuit                        | Catégorie | Participants | Date          |
| ------ | ---------------------------------------------------- | ------------------------------ | --------- | ------------ | ------------- |
| 1      | 3 Heures de Daytona Continental                      | Daytona International Speedway | toutes    | 50           | 11 février    |
| 2      | 3 Heures de Sebring                                  | Sebring International Raceway  | GT        | 28           | 23 mars       |
| 3      | 12 Heures de Sebring                                 | Sebring International Raceway  | toutes    | 65           | 24 mars       |
| 4      | Coppa Maifredi                                       | Circuit de Garde               | GT        | 16           | 1er mai       |
| 5      | Targa Florio                                         | Palerme                        | toutes    | 46           | 6 mai         |
| 6      | Grand Prix de Berlin                                 | AVUS                           | GT        | 24           | 13 mai        |
| 7      | 1 000 kilomètres du Nürburgring - International ADAC | Nürburgring                    | toutes    | 67           | 27 mai        |
| 8      | 24 Heures du Mans                                    | Le Mans                        | toutes†   | 55           | 23 au 24 juin |
| 9      | Trophée d'Auvergne                                   | Circuit de Charade             | toutes    | 33           | 15 juillet    |
| 10     | Coupe de la cité d'Enna                              | Circuit d'Enna-Pergusa         | GT        | 11           | 15 août       |
| 11     | RAC Tourist Trophy                                   | Circuit de Goodwood            | GT        | 33           | 18 août       |
| 12     | 500 kilomètres du Nürburgring - International ADAC   | Nürburgring                    | GT        | 70           | 2 septembre   |
| 13     | 400 kilomètres de Bridgehampton                      | Bridgehampton                  | GT 2.0    | 22           | 15 septembre  |
| 14     | 400 kilomètres de Bridgehampton                      | Bridgehampton                  | GT +2.0   | 20           | 16 septembre  |
| 15     | 1 000 kilomètres de Paris                            | Autodrome de Montlhéry         | GT        | 34           | 21 octobre    |

† - Les voitures de sport ont participé à cette course, mais sous une catégorie nommée « expérimentale », elles n'ont donc pas marqué de point au championnat des constructeurs.

## Résultats de la saison

### Attribution des points
Les points sont distribués aux six premiers de chaque course dans l'ordre de 8-6-4-3-2-1.
Les constructeurs ne reçoivent les points que de leur voiture la mieux classée, les autres voitures du même constructeur ne marquant aucun point.

### Courses
| Manche | Circuit          | Écurie victorieuse Sport-Prototype                 | Écurie victorieuse GT             | Résultats |
| Manche | Circuit          | Pilote vainqueur Sport-Prototype                   | Pilote vainqueur GT               | Résultats |
| ------ | ---------------- | -------------------------------------------------- | --------------------------------- | --------- |
| 1      | Daytona          | #96 Frank Arciero                                  | #18 North American Racing Team    | Résultats |
| 1      | Daytona          | Dan Gurney                                         | Stirling Moss                     | Résultats |
| 2      | Sebring          | Catégorie non concernée                            | #8 Briggs Cunningham              | Résultats |
| 2      | Sebring          | Catégorie non concernée                            | Bruce McLaren                     | Résultats |
| 3      | Sebring          | #23 Scuderia SSS Venezia                           | #24 NART                          | Résultats |
| 3      | Sebring          | Jo Bonnier Lucien Bianchi                          | Phil Hill Olivier Gendebien       | Résultats |
| 4      | Circuit de Garde | Catégorie non concernée                            | #56 No Team Name                  | Résultats |
| 4      | Circuit de Garde | Catégorie non concernée                            | Ludovico Scarfiotti               | Résultats |
| 5      | Palerme          | #152 SEFAC Ferrari                                 | #86 No Team Name                  | Résultats |
| 5      | Palerme          | Willy Mairesse Olivier Gendebien Ricardo Rodríguez | Giorgio Scarlatti Pietro Ferraro  | Résultats |
| 6      | AVUS             | Catégorie non concernée                            | #40 No Team Name                  | Résultats |
| 6      | AVUS             | Catégorie non concernée                            | Robert Jenny                      | Résultats |
| 7      | Nürburgring      | #92 SEFAC Ferrari                                  | #51 Peter Nöcker                  | Résultats |
| 7      | Nürburgring      | Phil Hill Olivier Gendebien                        | Peter Nöcker Wolfgang Seidel      | Résultats |
| 8      | Le Mans          | #6 SpA Ferrari SEFAC                               | #19 Pierre Noblet                 | Résultats |
| 8      | Le Mans          | Phil Hill Olivier Gendebien                        | Pierre Noblet Jean Guichet        | Résultats |
| 9      | Charade          | #18 Essex Racing Team                              | #3 Scuderia SSS Venezia           | Résultats |
| 9      | Charade          | Alan Rees                                          | Carlo Maria Abate                 | Résultats |
| 10     | Pergusa          | Catégorie non concernée                            | #58 Abarth                        | Résultats |
| 10     | Pergusa          | Catégorie non concernée                            | "Pam" Giancarlo Scotti            | Résultats |
| 11     | Goodwood         | Catégorie non concernée                            | #15 UDT-Laystall                  | Résultats |
| 11     | Goodwood         | Catégorie non concernée                            | Innes Ireland                     | Résultats |
| 12     | Nürburgring      | Catégorie non concernée                            | #86 Abarth                        | Résultats |
| 12     | Nürburgring      | Catégorie non concernée                            | Eberhard Mahle                    | Résultats |
| 13     | Bridgehampton    | Catégorie non concernée                            | #31 Chuck Cassel                  | Résultats |
| 13     | Bridgehampton    | Catégorie non concernée                            | Bob Holbert                       | Résultats |
| 14     | Bridgehampton    | #3 North American Racing Team                      | #17 Bob Grossman                  | Résultats |
| 14     | Bridgehampton    | Pedro Rodríguez                                    | Bob Grossman                      | Résultats |
| 15     | Montlhéry        | Catégorie non concernée                            | #1 North American Racing Team     | Résultats |
| 15     | Montlhéry        | Catégorie non concernée                            | Pedro Rodríguez Ricardo Rodríguez | Résultats |

## Championnat du monde des constructeurs
Seuls les cinq meilleurs résultats des quinze courses sont pris en compte dans le classement. Les autres points ne sont pas comptabilisés et sont indiqués en italique.

### Catégorie Sport

#### S 3.0 - Coupe des Sports (3 000cm3)
| Pos | Constructeur  | 1 | 2 | 3 | 4 | 5 | 6 | 7 | 8 | 9 | 10 | 11 | 12 | 13 | 14 | 15 | Total |
| --- | ------------- | - | - | - | - | - | - | - | - | - | -- | -- | -- | -- | -- | -- | ----- |
| 1   | Ferrari       |   |   | 9 |   | 9 |   | 9 |   |   |    |    |    |    |    |    | 27    |
| 2=  | Cooper        |   |   | 6 |   |   |   |   |   |   |    |    |    |    |    |    | 6     |
| 2=  | Aston Martin  |   |   |   |   |   |   | 6 |   |   |    |    |    |    |    |    | 6     |
| 4   | Gegga-Ferrari |   |   |   |   |   |   | 4 |   |   |    |    |    |    |    |    | 4     |

#### S 2.0 - Coupe des Sports (2 000cm3)
| Pos | Constructeur | 1 | 2 | 3 | 4 | 5 | 6 | 7 | 8 | 9 | 10 | 11 | 12 | 13 | 14 | 15 | Total |
| --- | ------------ | - | - | - | - | - | - | - | - | - | -- | -- | -- | -- | -- | -- | ----- |
| 1   | Porsche      |   |   | 9 |   |   |   |   |   |   |    |    |    |    |    |    | 9     |

#### S 1.0 - Coupe des Sports (1 000cm3)
| Pos | Constructeur  | 1 | 2 | 3 | 4 | 5 | 6 | 7 | 8 | 9 | 10 | 11 | 12 | 13 | 14 | 15 | Total |
| --- | ------------- | - | - | - | - | - | - | - | - | - | -- | -- | -- | -- | -- | -- | ----- |
| 1   | Fiat-Abarth   |   |   | 9 |   |   |   | 4 |   |   |    |    |    |    |    |    | 13    |
| 2   | Lotus         |   |   |   |   |   |   | 9 |   |   |    |    |    |    |    |    | 9     |
| 3=  | O.S.C.A.      |   |   | 6 |   |   |   |   |   |   |    |    |    |    |    |    | 6     |
| 3=  | Austin-Healey |   |   |   |   |   |   | 6 |   |   |    |    |    |    |    |    | 6     |
| 5   | D.B.          |   |   | 4 |   |   |   |   |   |   |    |    |    |    |    |    | 4     |

### Catégorie GT

#### Division I (1 000cm3)
| Pos | Constructeur  | 1 | 2 | 3 | 4 | 5 | 6 | 7 | 8 | 9 | 10 | 11 | 12 | 13 | 14 | 15 | Total |
| --- | ------------- | - | - | - | - | - | - | - | - | - | -- | -- | -- | -- | -- | -- | ----- |
| 1   | Fiat-Abarth   |   | 9 |   | 9 |   | 9 |   |   |   | 9  |    | 9  | 9  |    |    | 45    |
| 2   | GMS           |   |   |   |   |   | 2 |   |   |   |    |    | 3  |    |    |    | 5     |
| 3   | Austin-Healey |   | 4 |   |   |   |   |   |   |   |    |    |    |    |    |    | 4     |

#### Division I - Série sous-catégorie 1 (700 cm³)
| Pos | Constructeur | 1 | 2 | 3 | 4 | 5 | 6 | 7 | 8 | 9 | 10 | 11 | 12 | 13 | 14 | 15 | Total |
| --- | ------------ | - | - | - | - | - | - | - | - | - | -- | -- | -- | -- | -- | -- | ----- |
| 1   | Fiat-Abarth  |   |   |   | 9 |   | 9 |   |   |   | 9  |    | 9  |    |    |    | 36    |
| 2   | BMW          |   |   |   |   |   | 6 |   |   |   |    |    |    |    |    |    | 6     |

#### Division I - Série sous-catégorie 2 (850cm3)
| Pos | Constructeur | 1 | 2 | 3 | 4 | 5 | 6 | 7 | 8 | 9 | 10 | 11 | 12 | 13 | 14 | 15 | Total |
| --- | ------------ | - | - | - | - | - | - | - | - | - | -- | -- | -- | -- | -- | -- | ----- |
| 1   | Fiat-Abarth  |   | 6 |   |   |   |   |   |   |   |    |    |    | 9  |    |    | 15    |
| 2   | D.B.         |   | 9 |   |   |   |   |   |   |   |    |    |    |    |    |    | 9     |
| 3   | Saab         |   | 9 |   |   |   |   |   |   |   |    |    |    |    |    |    | 4     |

#### Division I - Série sous-catégorie 3 (1 000cm3)
| Pos | Constructeur  | 1 | 2 | 3 | 4 | 5 | 6 | 7 | 8 | 9 | 10 | 11 | 12 | 13 | 14 | 15 | Total |
| --- | ------------- | - | - | - | - | - | - | - | - | - | -- | -- | -- | -- | -- | -- | ----- |
| 1   | Fiat-Abarth   |   | 9 |   | 9 |   | 9 |   |   |   | 9  |    | 9  | 9  |    |    | 45    |
| 2   | Austin-Healey |   | 4 |   |   |   |   |   |   |   |    |    | 3  |    |    |    | 7     |
| 3   | GMS           |   |   |   |   |   | 2 |   |   |   |    |    | 4  |    |    |    | 6     |

#### Division II (2 000cm3)
| Pos | Constructeur | 1 | 2 | 3 | 4 | 5 | 6 | 7 | 8 | 9 | 10 | 11 | 12 | 13 | 14 | 15 | Total |
| --- | ------------ | - | - | - | - | - | - | - | - | - | -- | -- | -- | -- | -- | -- | ----- |
| 1   | Porsche      | 6 |   | 9 |   | 9 |   | 9 | 9 | 9 |    | 3  |    | 9  |    | 9  | 45    |
| 2   | Alfa Romeo   | 9 |   | 4 |   | 6 |   | 2 | 4 | 4 |    |    |    | 4  |    | 2  | 27    |
| 3   | Lotus        |   | 2 |   |   |   |   | 1 | 6 |   |    | 9  |    |    |    | 3  | 21    |
| 4   | Morgan       |   |   |   |   |   |   |   | 1 |   |    | 6  |    |    |    |    | 7     |
| 5   | Abarth-Simca |   |   |   |   |   |   |   |   |   |    |    |    |    |    | 4  | 4     |
| 6   | Sunbeam      |   |   | 2 |   |   |   |   |   |   |    | 2  |    |    |    |    | 3     |
| 7   | TVR          |   |   |   |   |   |   |   |   |   |    | 2  |    |    |    |    | 2     |
| 8   | MG           |   |   | 1 |   |   |   |   |   |   |    |    |    |    |    |    | 1     |

#### Division II - Série sous-catégorie 1 (1 300cm3)
| Pos | Constructeur | 1 | 2 | 3 | 4 | 5 | 6 | 7 | 8 | 9 | 10 | 11 | 12 | 13 | 14 | 15 | Total |
| --- | ------------ | - | - | - | - | - | - | - | - | - | -- | -- | -- | -- | -- | -- | ----- |
| 1   | Alfa Romeo   | 9 |   | 9 |   | 9 |   | 9 | 6 | 9 |    |    |    | 9  |    | 4  | 45    |
| 2   | Lotus        | 3 |   | 3 |   |   |   | 6 | 9 |   |    | 9  |    |    |    | 6  | 33    |
| 3   | Abarth-Simca |   |   |   |   |   |   |   |   |   |    |    |    |    |    | 9  | 9     |

#### Division II - Série sous-catégorie 2 (1 600cm3)
| Pos | Constructeur  | 1 | 2 | 3 | 4 | 5 | 6 | 7 | 8 | 9 | 10 | 11 | 12 | 13 | 14 | 15 | Total |
| --- | ------------- | - | - | - | - | - | - | - | - | - | -- | -- | -- | -- | -- | -- | ----- |
| 1   | Porsche       | 9 |   | 9 |   | 9 |   | 9 | 9 | 9 |    | 9  |    | 9  |    | 9  | 45    |
| 2   | Sunbeam       |   |   | 4 |   |   |   |   | 4 |   |    | 6  |    | 3  |    |    | 17    |
| 3   | Austin-Healey |   |   |   |   |   |   |   |   |   |    | 4  |    |    |    |    | 4     |
| 4   | MG            |   |   | 3 |   |   |   |   |   |   |    |    |    |    |    |    | 3     |

#### Division II - Série sous-catégorie 3 (2 000cm3)
| Pos | Constructeur | 1 | 2 | 3 | 4 | 5 | 6 | 7 | 8 | 9 | 10 | 11 | 12 | 13 | 14 | 15 | Total |
| --- | ------------ | - | - | - | - | - | - | - | - | - | -- | -- | -- | -- | -- | -- | ----- |
| 1   | Morgan       |   |   | 9 |   |   |   | 4 | 9 |   |    | 9  |    |    |    | 9  | 40    |
| 2   | TVR          |   |   |   |   |   |   |   |   |   |    | 6  |    | 9  |    |    | 15    |
| 3=  | Volvo        |   |   |   |   | 9 |   |   |   |   |    |    |    |    |    |    | 9     |
| 3=  | A.C.         | 9 |   |   |   |   |   |   |   |   |    |    |    |    |    |    | 9     |
| 5   | Lancia       |   |   |   |   | 6 |   |   |   |   |    |    |    |    |    |    | 6     |

#### Division III (+ de2 000cm3)
| Pos | Constructeur | 1 | 2 | 3 | 4 | 5 | 6 | 7 | 8 | 9 | 10 | 11 | 12 | 13 | 14 | 15 | Total |
| --- | ------------ | - | - | - | - | - | - | - | - | - | -- | -- | -- | -- | -- | -- | ----- |
| 1   | Ferrari      | 9 |   | 9 |   | 9 |   | 9 | 9 | 9 |    | 9  |    |    | 9  | 9  | 45    |
| 2   | Jaguar       | 2 |   | 3 |   |   |   |   | 4 |   |    | 3  |    |    | 4  |    | 16    |
| 3   | Chevrolet    | 4 |   | 2 |   |   |   |   |   |   |    |    |    |    | 4  |    | 9     |
| 4   | Lancia       |   |   |   |   | 4 |   |   |   |   |    |    |    |    |    |    | 4     |
| 5   | Aston Martin |   |   |   |   |   |   |   |   | 1 |    |    |    |    |    |    | 1     |

#### Division III - Série sous-catégorie 1 (2 500cm3)
| Pos | Constructeur | 1 | 2 | 3 | 4 | 5 | 6 | 7 | 8 | 9 | 10 | 11 | 12 | 13 | 14 | 15 | Total |
| --- | ------------ | - | - | - | - | - | - | - | - | - | -- | -- | -- | -- | -- | -- | ----- |
| 1=  | Triumph      |   |   | 9 |   |   |   |   |   |   |    |    |    |    |    |    | 9     |
| 1=  | Lancia       |   |   |   |   | 9 |   |   |   |   |    |    |    |    |    |    | 9     |

#### Division III - Série sous-catégorie 2 (3 000cm3)
| Pos | Constructeur | 1 | 2 | 3 | 4 | 5 | 6 | 7 | 8 | 9 | 10 | 11 | 12 | 13 | 14 | 15 | Total |
| --- | ------------ | - | - | - | - | - | - | - | - | - | -- | -- | -- | -- | -- | -- | ----- |
| 1   | Ferrari      | 9 |   | 9 |   | 9 |   | 9 | 9 | 9 |    | 9  |    |    | 9  | 9  | 45    |

#### Division III - Série sous-catégorie 3 (+ de3 000cm3)
| Pos | Constructeur | 1 | 2 | 3 | 4 | 5 | 6 | 7 | 8 | 9 | 10 | 11 | 12 | 13 | 14 | 15 | Total |
| --- | ------------ | - | - | - | - | - | - | - | - | - | -- | -- | -- | -- | -- | -- | ----- |
| 1   | Jaguar       | 9 |   | 9 |   |   |   |   | 9 |   |    | 9  |    |    | 9  |    | 42    |
| 2   | Chevrolet    | 9 |   | 6 |   |   |   |   |   |   |    | 4  |    |    | 6  |    | 25    |
| 3   | Aston Martin |   |   |   |   |   |   |   |   | 9 |    |    |    |    |    |    | 9     |